# Agalychnis moreletii
La rana de Morelet (Agalychnis moreletii) es una especie de anfibio anuro perteneciente a la familia Hylidae. Se nombró para honrar a Pierre Marie Arthur Morelet.

## Distribución geográfica
Esta especie está en los estados nororiental y sur-central de Veracruz, México, de Puebla a Honduras; del noroeste en el Atlántico y del estado sur-central de Guerrero, México, a El Salvador central en el Pacífico, en las elevaciones. Habría no más de 1.500 ejemplares. Antes era abundante en algunas localizaciones en México, El Salvador y Guatemala. Sin embargo, los exámenes recientes en Guerrero, Oaxaca y Chiapas, indican que ha desaparecido de todos los sitios examinados. Es infrecuente pero encontrado de vez en cuando en Belice y en Honduras. En Guatemala y Honduras, la población declinó debido a la destrucción del hábitat.

## Hábitat y ecosistema
Vive en tierras bajas en los bosques húmedos de montaña, en hábitat prístino y en disturbado. Se cría en cuerpos de agua intermitentes o permanentes pequeños. 
- Biomas: terrestre, de agua dulce. Tierra baja húmeda subtropical/tropical del bosque. Montaña húmeda subtropical/tropical del bosque. Pantanos/charcas dulces permanentes, debajo de 8 ha.

- Amenazas importantes: La quitridiomicosis es probablemente la causa principal de la desaparición de poblaciones en México, y la especie ahora es probablemente seriamente a riesgo de esta enfermedad. La destrucción del hábitat es también una amenaza a esta especie, que también se vendía antes como animal doméstico.